# 1863 في الولايات المتحدة
فيما يلي قوائم الأحداث التي وقعت خلال عام 1863 في الولايات المتحدة.

## أحداث
- 1 يوليو – معركة جيتيسبيرغ

## سياسة

### تعيين في المنصب
- 20 يناير – جويل باركر حاكم نيو جيرسي [الإنجليزية]‏.
- 4 مارس – الكسندر رمزي عضو مجلس الشيوخ الأمريكي.
- 4 مارس – إليهو ب. واشبورن عضو مجلس النواب الأمريكي.
- 4 مارس – توماس أندروز هندريكس عضو مجلس الشيوخ الأمريكي.
- 4 مارس – جون كريسويل عضو مجلس النواب الأمريكي.
- 4 مارس – جيمس جارفيلد عضو مجلس النواب الأمريكي.
- 4 مارس – وليام جين Non-voting members of the United States House of Representatives [الإنجليزية]‏.
- 20 يونيو – آرثر إنجرام بورمن حاكم فرجينيا الغربية  [لغات أخرى]‏.
- 10 أكتوبر – روموالدو باتشيكو California State Treasurer [الإنجليزية]‏.
- 7 ديسمبر – سكايلر كولفاكس الناطق باسم مجلس النواب الأمريكي.

### انتهاء فترة المنصب
- 3 مارس – إليهو ب. واشبورن عضو مجلس النواب الأمريكي.
- 4 مارس – وليام ويلر عضو مجلس النواب الأمريكي.
- 10 يوليو – الكسندر رمزي حاكم مينيسوتا [الإنجليزية]‏.

## مواليد

### يناير
- 6 يناير – بان جونسون لاعب كرة قاعدة من الولايات المتحدة الأمريكية.
- 19 يناير – أوغدن كودمان مهندس معماري من الولايات المتحدة الأمريكية.

### فبراير
- 23 فبراير – تشارلز جوزيف تشامبرلين عالم نبات أمريكي.
- 27 فبراير – جورج هربرت ميد

### مارس
- 16 مارس – جون م. باركر سياسي أمريكي.
- 18 مارس – ويليام سولزر سياسي أمريكي.
- 25 مارس – سايمون فلكسنر

### أبريل
- 29 أبريل – ويليام راندولف هارست سياسي أمريكي.

### يونيو
- 7 يونيو – ألبرت س بورليسون سياسي أمريكي.
- 27 يونيو – إي إتش كالفيرت

### يوليو
- 8 يوليو – بيرسي ناب لاعب كرة مضرب أمريكي.
- 24 يوليو – ويليام جيليت
- 30 يوليو – هنري فورد سياسي أمريكي.

### أغسطس
- 18 أغسطس – وليام روبرت سميث سياسي أمريكي.
- 29 أغسطس – مارغريت كلاي فيرغسون عالمة نبات أمريكية.

### سبتمبر
- 23 سبتمبر – جورج واشنطن هايس سياسي أمريكي.
- 24 سبتمبر – دومينيك ماكافري ملاكم من الولايات المتحدة الأمريكية.
- 6 سبتمبر - جيسي ويلكوكس سميث، رسامة توضيحية أمريكية.

### أكتوبر
- 4 أكتوبر – صموئيل بي بوش رجل أعمال من الولايات المتحدة الأمريكية.
- 11 أكتوبر – هاري أوغسطس غارفيلد قانوني من الولايات المتحدة الأمريكية.
- 26 أكتوبر – تشارلز جونسون عالم حشرات أمريكي.

### نوفمبر
- 28 نوفمبر – آرثر غوردن ويبستر فيزيائي أمريكي.

### ديسمبر
- 1 ديسمبر – ادوارد ارفيج ادواردز سياسي أمريكي.
- 11 ديسمبر – آني جمب كانون عالمة فلك أمريكية.
- 13 ديسمبر – ماسون باتريك ضابط من الولايات المتحدة الأمريكية.

## وفيات

### يناير
- 1 يناير – سولمون نورثوب (مواليد 1808) كاتب من الولايات المتحدة الأمريكية.
- 1 يناير – ويليام كولي (مواليد 1783) أحد أوائل المستوطنين الأمريكيين، وزعيم إقليمي في ما يُعرف الآن بمقاطعة بروارد في ولاية فلوريدا الأمريكية.
- 3 يناير – جون برانش (مواليد 1782) سياسي أمريكي.
- 6 يناير – وليام كار لاين (مواليد 1789) سياسي من الولايات المتحدة الأمريكية.
- 27 يناير – إدوارد روبنسون (مواليد 1794)
- 27 يناير – توماس هارتلي كراوفورد (مواليد 1786) سياسي أمريكي.

### مارس
- 18 مارس – بووهاتن إليس (مواليد 1790) سياسي أمريكي.

### أبريل
- 17 أبريل – دانيال سميث دونلسون (مواليد 1801) سياسي من الولايات المتحدة الأمريكية.

### مايو
- 10 مايو – ستونوول جاكسون (مواليد 1824)

### يوليو
- 9 يوليو – جون بلير (مواليد 1790) سياسي أمريكي.
- 10 يوليو – كليمنت كلارك مور (مواليد 1779) أستاذ جامعي من الولايات المتحدة الأمريكية.
- 18 يوليو – روبرت جولد شاو (مواليد 1837) عسكري من الولايات المتحدة الأمريكية.
- 26 يوليو – جون جيه كريتندن (مواليد 1787) سياسي أمريكي.
- 26 يوليو – سام هيوستن (مواليد 1793) سياسي أمريكي.

### أغسطس
- 26 أغسطس – جون ب فلويد (مواليد 1806) سياسي أمريكي.

### ديسمبر
- 2 ديسمبر – جين بيرس (مواليد 1806) سياسية أمريكية.